# Aziza Brahim

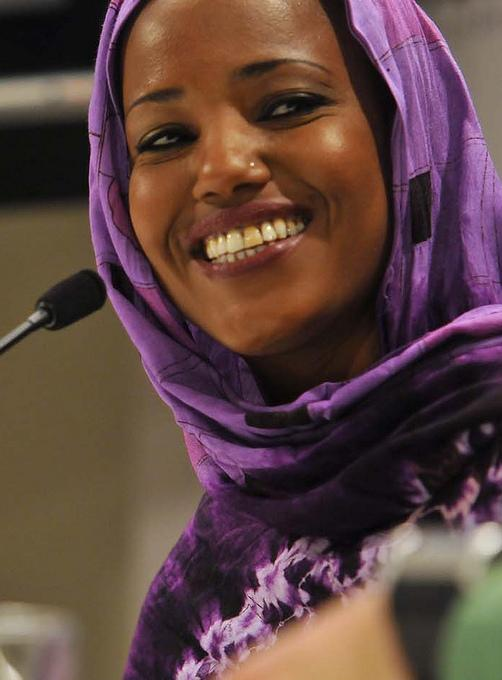
Aziza Brahim während der Vorstellung des Films Wilaya, an dem sie als Schauspielerin, wie als Komponistin des Soundtracks mitwirkte (2012)

Aziza Brahim, arabisch عزيزة ابراهيم (* 9. Juni 1976 in der Provinz Tindūf, Algerien) ist eine sahrauische Sängerin und Schauspielerin.

## Leben

### Jugend im Flüchtlingslager
Aziza Brahim wurde am 9. Juni 1976 in einem sahrauischen Flüchtlingslager in der Provinz Tindūf in Westalgerien geboren. Brahims Mutter war ein Jahr zuvor dorthin geflohen, nachdem marokkanische Truppen Westsahara besetzt hatten. Brahims Vater blieb in El Aaiun, wo dieser auch später starb, und aufgrund des Westsahara-Konfliktes seine Tochter nie kennenlernte.
Brahim wuchs unter den schwierigen Bedingungen des Flüchtlingslagers auf und fand in ihrer Jugend Gefallen an Musik und Schauspielerei, um dem Alltag in dem Lager zu entkommen. Im Alter von elf Jahren erhielt Brahim ein Stipendium für eine schulische Ausbildung in Kuba. Sie bewarb sich auf eine musikalische Ausbildung, wurde jedoch abgelehnt. Aus diesem Grund kam sie 1995 zurück ins Flüchtlingslager in Westalgerien.

### Musikalische Karriere
Nach ihrer Rückkehr trat Brahim beim ersten nationalen Gesangswettbewerb im Rahmen des nationalen Kulturfestivals der Demokratischen Arabischen Republik Sahara auf. Anschließend wurde sie Teil der nationalen sahrauischen Musikgruppe, die durch Mauretanien und Algerien tourte. Später tourte sie mit verschiedenen anderen Gruppen, unter anderem Leyoad, durch Mittel- und Südeuropa. 1999 nahm Brahim die ersten Songs gemeinsam mit Touaregmusikern beim sahrauischen Nationalradio auf.

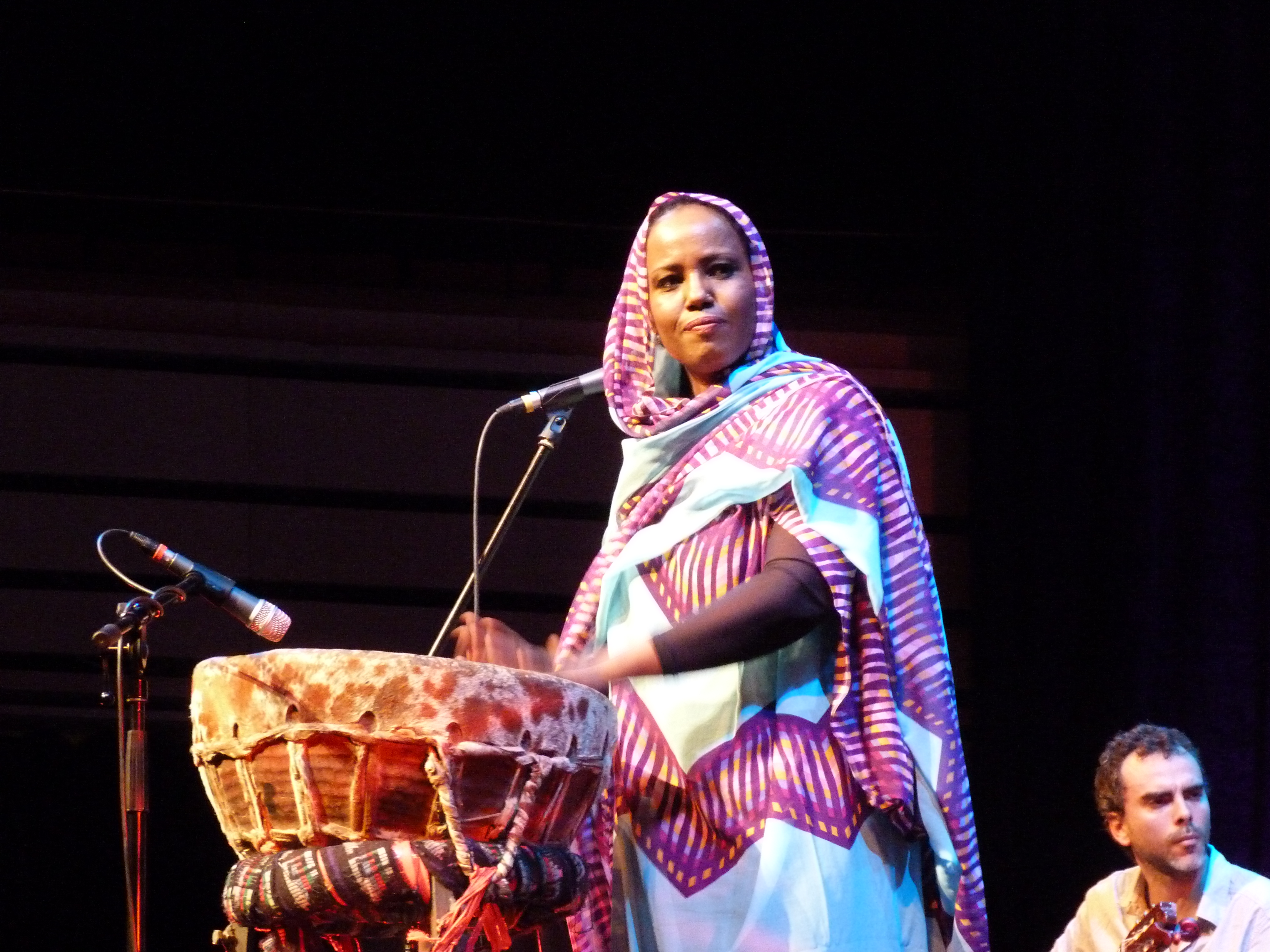
Aziza Brahim beim WOMEX-Festival 2015 in Budapest

2007 gründete Brahim die Band Gulili Mankoo, bestehend aus Musikern aus Westsahara, Spanien, Kolumbien und Senegal. Der Musikstil der Gruppe zeichnete sich durch einen Mix aus traditioneller westafrikanischer Musik sowie typischem Blues und Rock aus. 2008 nahm die Gruppe die erste EP mit dem Titel Mi Canto auf. Seit 2009 tourte Brahim regelmäßig mit der baskischen Txalaparta-Gruppe Oreka Tx durch Spanien und Frankreich.
2011 trat Brahim das erste Mal als Schauspielerin auf. Sie spielte in dem spanischen Film Wilaya mit, für den sie auch den Soundtrack komponierte und produzierte.
2012 veröffentlichte Brahim ihre erste LP mit dem Titel Mabruk. 2014 nahm Brahim ein weiteres Album mit dem Titel Soutak auf, bei dem zahlreiche unterschiedliche Musiker aus Barcelona und Mali mitwirkten. 2016 brachte sie ein Album mit dem Titel Abbar el Hamada heraus, auf dem sie das Leid der sahrauischen Bevölkerung besingt.

### Privat
Brahim lebt heute in Spanien, ist verheiratet und hat eine Tochter.

## Diskografie
- 2008 Mi Canto
- 2011 Wilaya
- 2012 Mabruk
- 2014 Soutak
- 2016 Abbar el Hamada
- 2019 Sahari
- 2024 Mawja